# Spirobolellus toronus
Spirobolellus toronus är en mångfotingart som först beskrevs av Ralph Vary Chamberlin 1950. Spirobolellus toronus ingår i släktet Spirobolellus och familjen slitsdubbelfotingar. Inga underarter finns listade i Catalogue of Life.